# Eduardo Guerrero (veslač)
Eduardo Guerrero, argentinski veslač, * 4. marec 1928, Salto, Buenos Aires, Argentina, † 17. avgust 2015, Buenos Aires, Argentina.
Guerrero je za Argentino nastopil na Poletnih olimpijskih igrah 1952 v Helsinkih in tam v dvojnem dvojcu osvojil zlato medaljo.